# Expositions nationales suisses

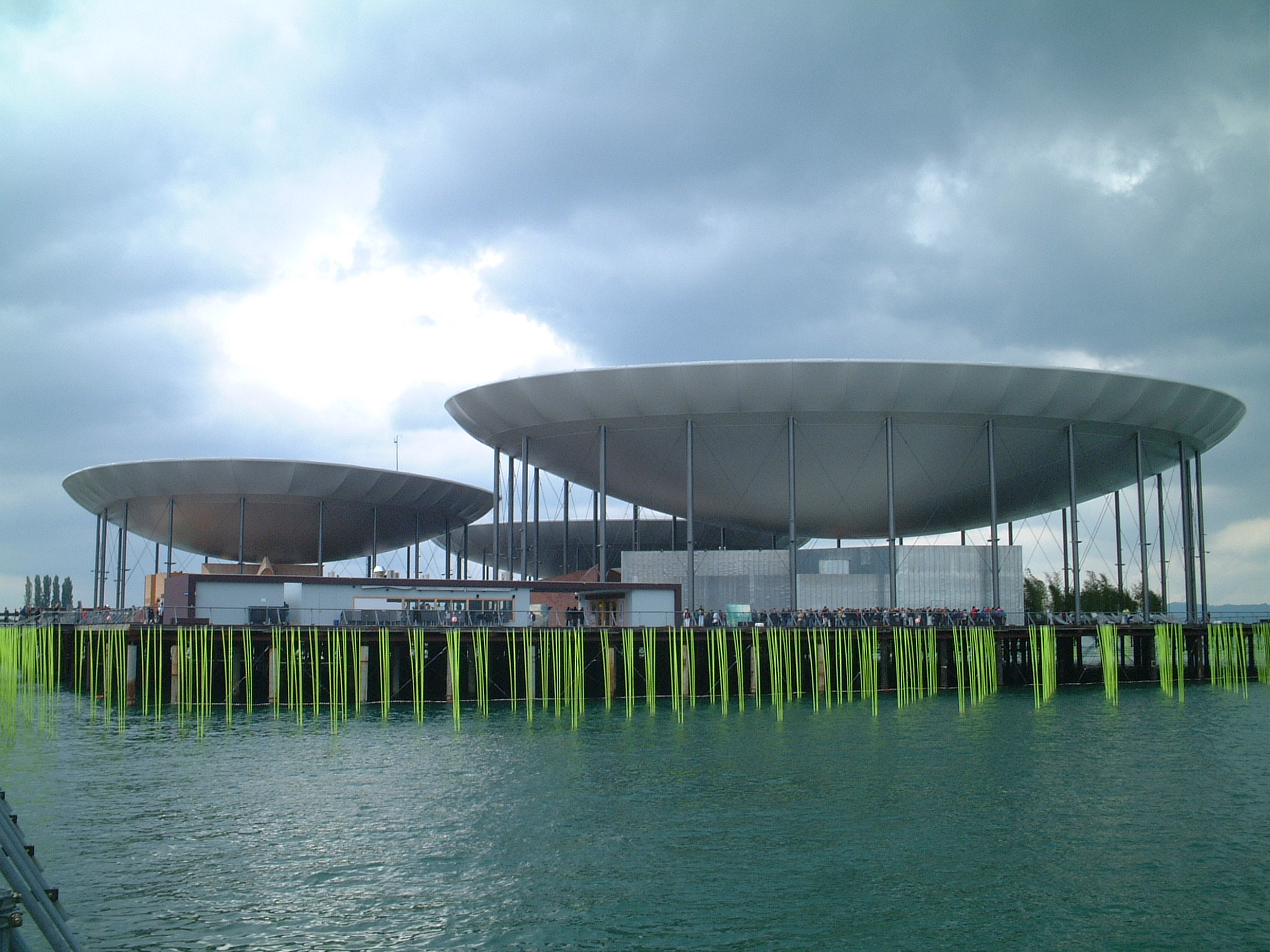
Expo.02, Arteplage de Neuchâtel

Les expositions nationales suisses sont des expositions ayant lieu tous les vingt-cinq ans environ en Suisse.

## Histoire

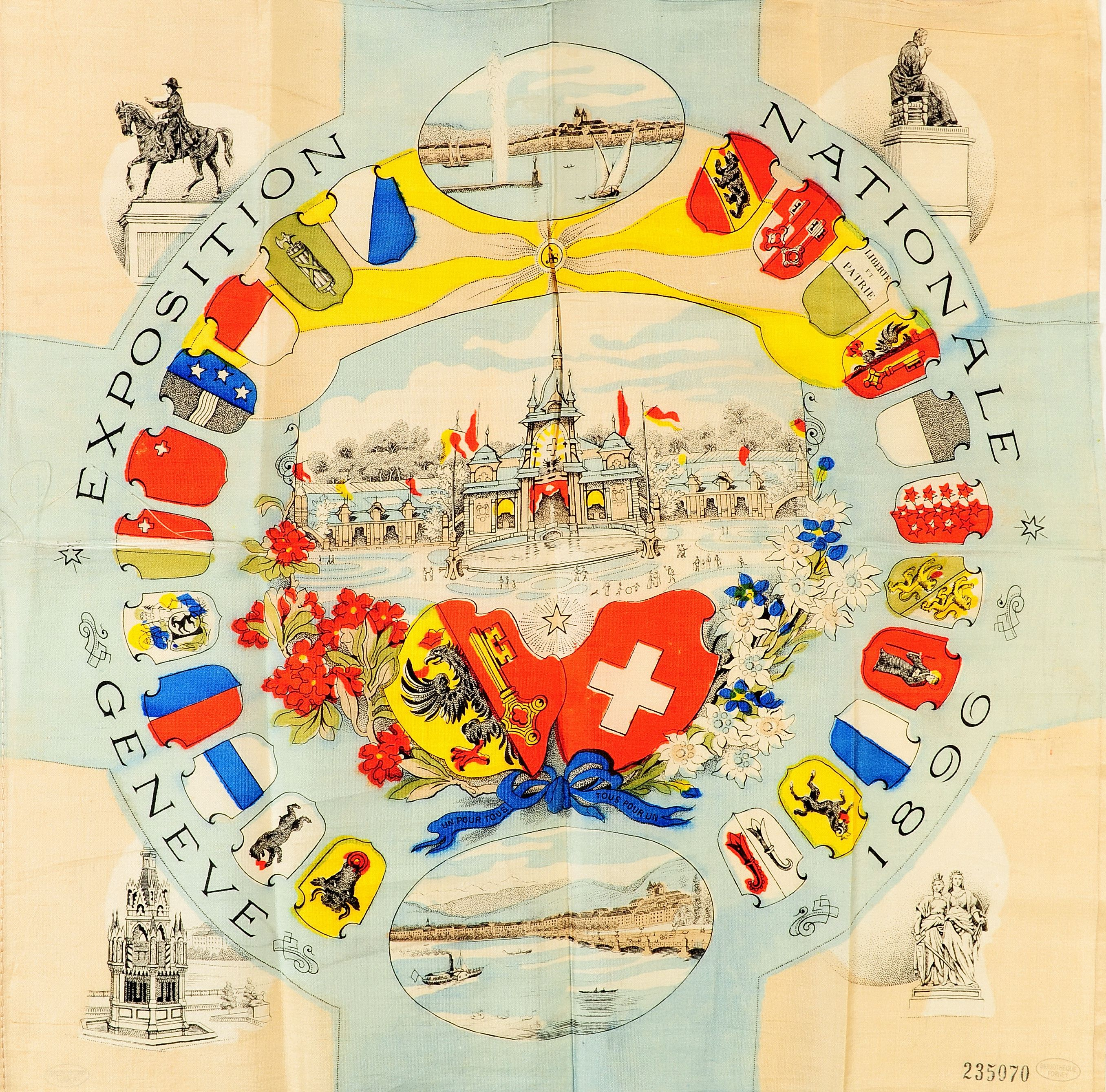
Mouchoir imprimé à l'occasion de l'exposition nationale de 1896

Affiche créée par Emil Cardinaux pour l'exposition nationale de 1914

Nées sous l'impulsion de comités et associations économiques locales, elles s'inspirent de manifestations traditionnelles locales et cantonales (foires économiques) mais ne correspondent pas à la définition de la foire traditionnelle, car la présentation des produits et marchandises est effectuée avec une mise en scène de la nation dans le but de rassembler et de répondre aux attentes socio-politiques des visiteurs autour de thèmes choisis. La présentation des produits et marchandises tend à disparaître au fil des éditions. Les expositions nationales sont ainsi le « miroir » de la société suisse à un moment donné.
Officiellement, la première exposition nationale est celle de Zurich en 1883. Les suivantes eurent lieu en 1896 à Genève, en 1914 à Berne, en 1939 à Zurich, en 1964 à Lausanne et en 2002 à Bienne, Neuchâtel, Yverdon-les-Bains et Morat.
Le caractère « national » de ces expositions est donné par le fait qu'elles reçoivent des subventions de l'État et que celui-ci choisi les dates et lieux, néanmoins l'organisation et le contenu a toujours été défini par les comités d'organisation.
Celle de 1883 avait cependant des précédents comme les expositions bernoises d'art et d'industrie de 1804 et 1810. On considère parfois la troisième exposition de l'artisanat et de l'industrie de 1857 comme la première exposition nationale car elle présentait des objets qui n'étaient pas destinés à la vente directe (chronomètres, filtres, soupapes, presses, pompes, etc.).
Parmi les premiers thèmes abordés, il y eut l'approvisionnement en gaz, en eau et en électricité, l'urbanisme, la protection de la nature et du patrimoine.
L'exposition de 1883 est marquée par le secteur scolaire comme facteur essentiel pour une économie solide.
Les trois expositions suivantes (1896, 1914 et 1939) sont marquées par l'armée et par la démonstration de l'autonomie culturelle du pays en préservant l'authenticité du « village suisse » (« Dörfli » en allemand), dans l'optique de la sauvegarde du patrimoine.
En 1896, l'armée est mise en évidence avec un pavillon conçu par le Département militaire fédéral. En marge de l'exposition un « village nègre » habité par environ 230 Soudanais et un « village suisse » donnaient à voir un genre de vie révolu, marqué par l'agriculture. La manifestation prend place sur la commune de Plainpalais, dans un site d'environ 420 000 m² et se déroule du 1er mai 1896 au 15 octobre 1896. Il y a eu 2.289 millions de visiteurs.
En 1914, la Première Guerre mondiale éclate pendant la manifestation et la politique de neutralité armée est d'actualité et le thème de « Dörfli » est repris.

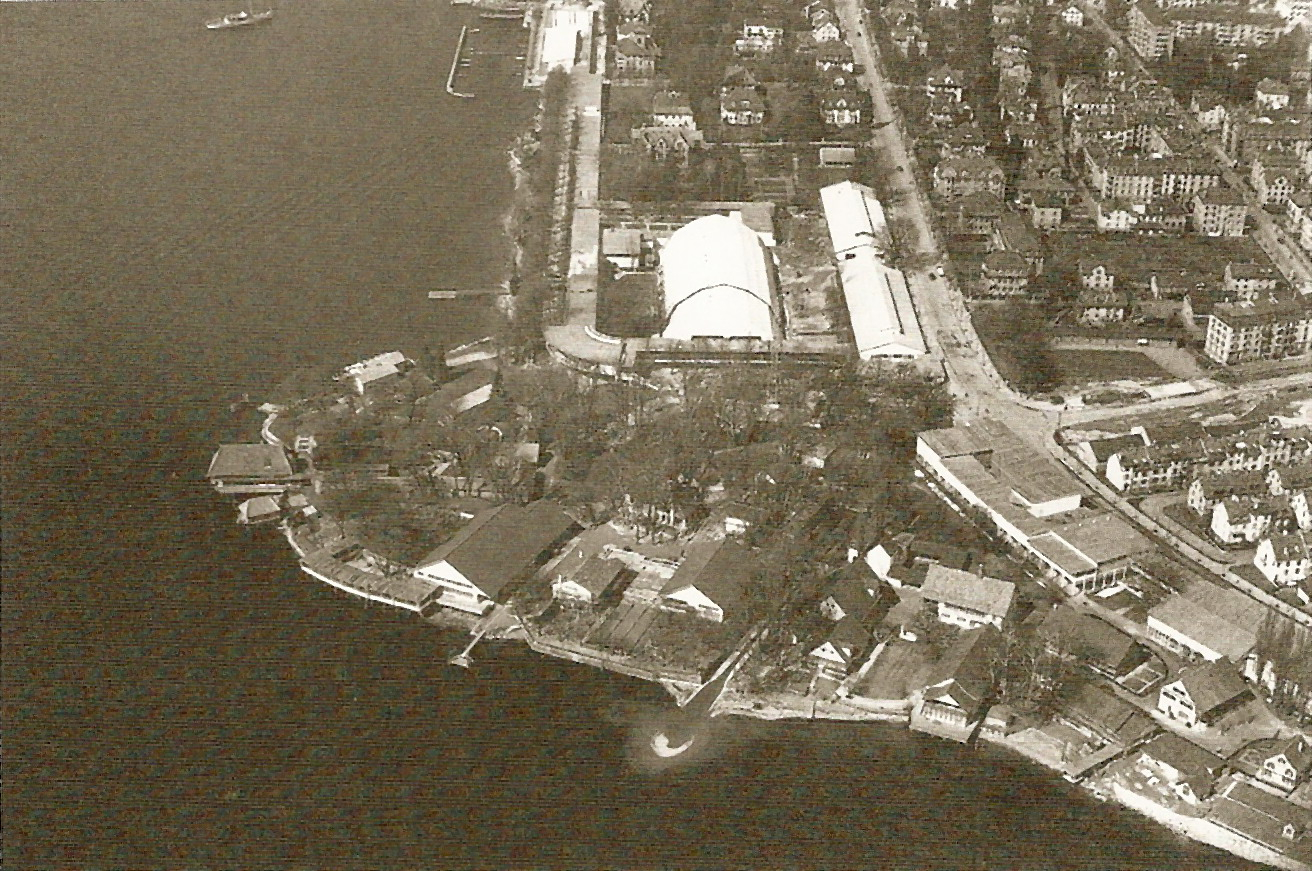
Landidörfli, 1939, Zurich.

La « Landi » est le nom donné à l'exposition de 1939, elle coïncida avec le début de la seconde Guerre mondiale. Son rôle était de consolider l'unité nationale en cultivant l'optimisme et en propageant les valeurs de la défense nationale spirituelle, symbolisé par la volonté de défense de Hans Brandenberger (statue monumentale représentant un paysan-ouvrier endossant la vareuse militaire) et par le Höhenweg. L'affiche, représentant quatre jeunes filles en costumes traditionnels, symbolisant les quatre langues officielles du pays, est signée Pierre Gauchat, qui réalise également le pavillon de la presse, comprenant un mur couvert de montages photographiques. Hans Erni exécuta une fresque de 100 mètres de long. On retrouve le légendaire « Dörfli », qui a marqué la mémoire collective mettant en scène la tradition suisse.
En 1964 à Lausanne, l'« Expo 64 » est davantage orientée vers l'avenir et donne une image moins homogène. En période de guerre froide la défense nationale est une fois de plus mise en avant, concrétisée par un pavillon en forme de hérisson. L'autre symbole de cette exposition est le projet Gulliver : un ordinateur censé fournir en continu les résultats d'une enquête effectuée auprès des visiteurs sur les grands sujets d'actualité.
La sixième exposition nationale, qui aurait dû avoir lieu en 1989, fut repoussée à 1991 dans l'idée de célébrer le 700e anniversaire de la Confédération dans les cantons primitifs. Le projet étant refusé par votation populaire dans trois cantons qui auraient dû accueillir cette manifestation seule la « Voie suisse » (chemin pédestre longeant les rives du lac d'Uri, ce qui correspond à la partie sud du lac des Quatre-Cantons) est réalisée. Une proposition tessinoise d'exposition nationale pour 1998 étant jugée irréalisable, c'est, parmi trois projets pour une exposition en 2001, le projet des trois lacs qui est retenu.
L'exposition aura finalement lieu en 2002. L'« Expo.02 » occupa quatre plates-formes ou "arteplages" implantées autour des lacs de Neuchâtel, de Bienne et de Morat. Elle montrait une Suisse ouverte ; l'armée par exemple mit l'accent sur ses missions de sauvegarde de la paix à l'étranger.

## Liste chronologique

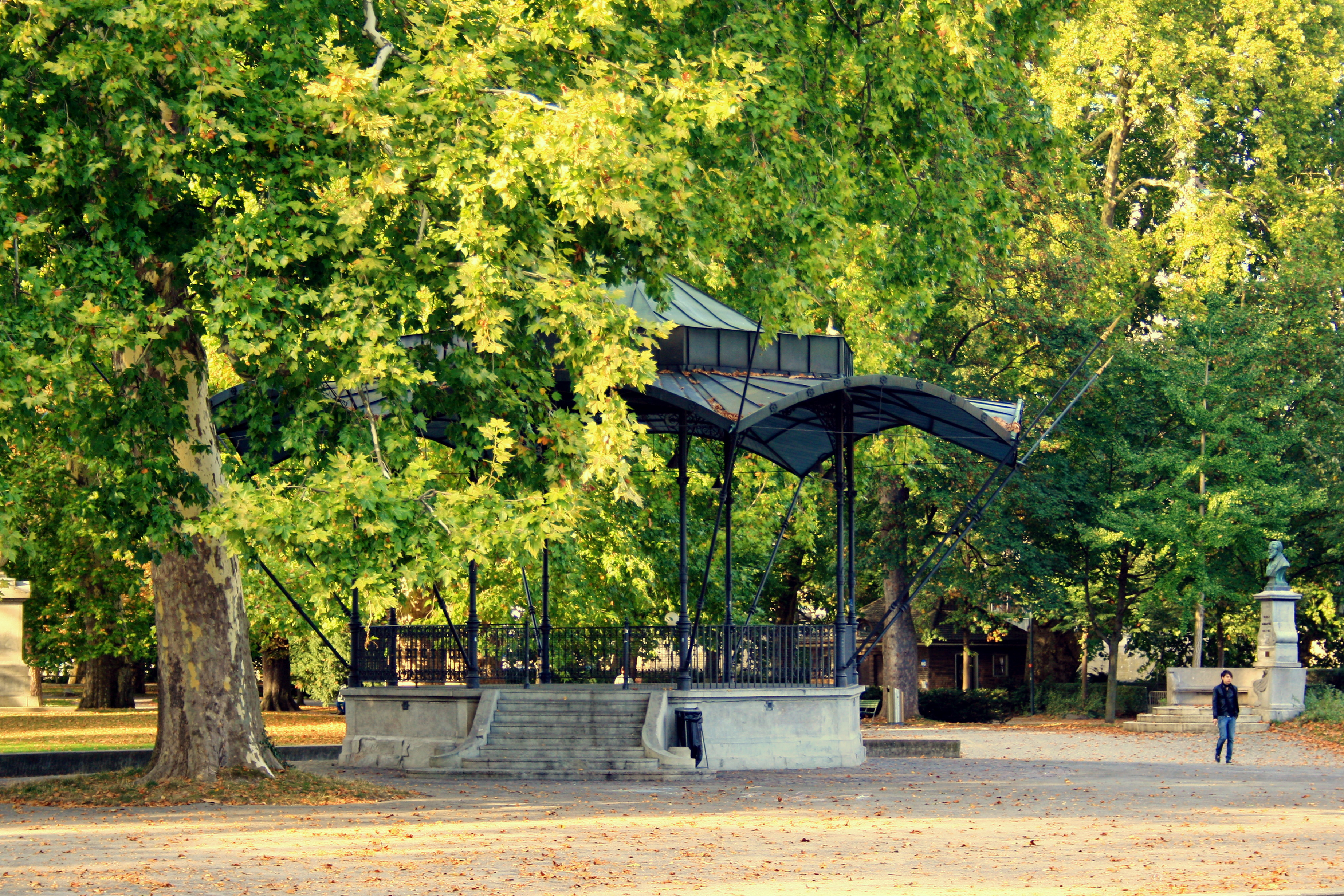
Le gazébo du Parc Platzspitz, à Zürich, vestige de la l'exposition nationale suisse de 1883.

- Exposition nationale suisse de 1857 à Berne[3],
- Exposition nationale suisse de 1883 (de) à Zurich,
- Exposition nationale suisse de 1896 à Genève (1er mai - 15 octobre),
- Exposition nationale suisse de 1914 (de) à Berne,
- Exposition nationale suisse de 1939 Landi à Zurich,
- Exposition nationale suisse de 1964 Expo64 à Lausanne (30 avril - 25 octobre),
- Exposition nationale suisse de 2002 Expo.02 à Bienne, Neuchâtel, Yverdon-les-Bains et Morat (15 mai - 20 octobre)